# St. Fidelis (Boscheln)

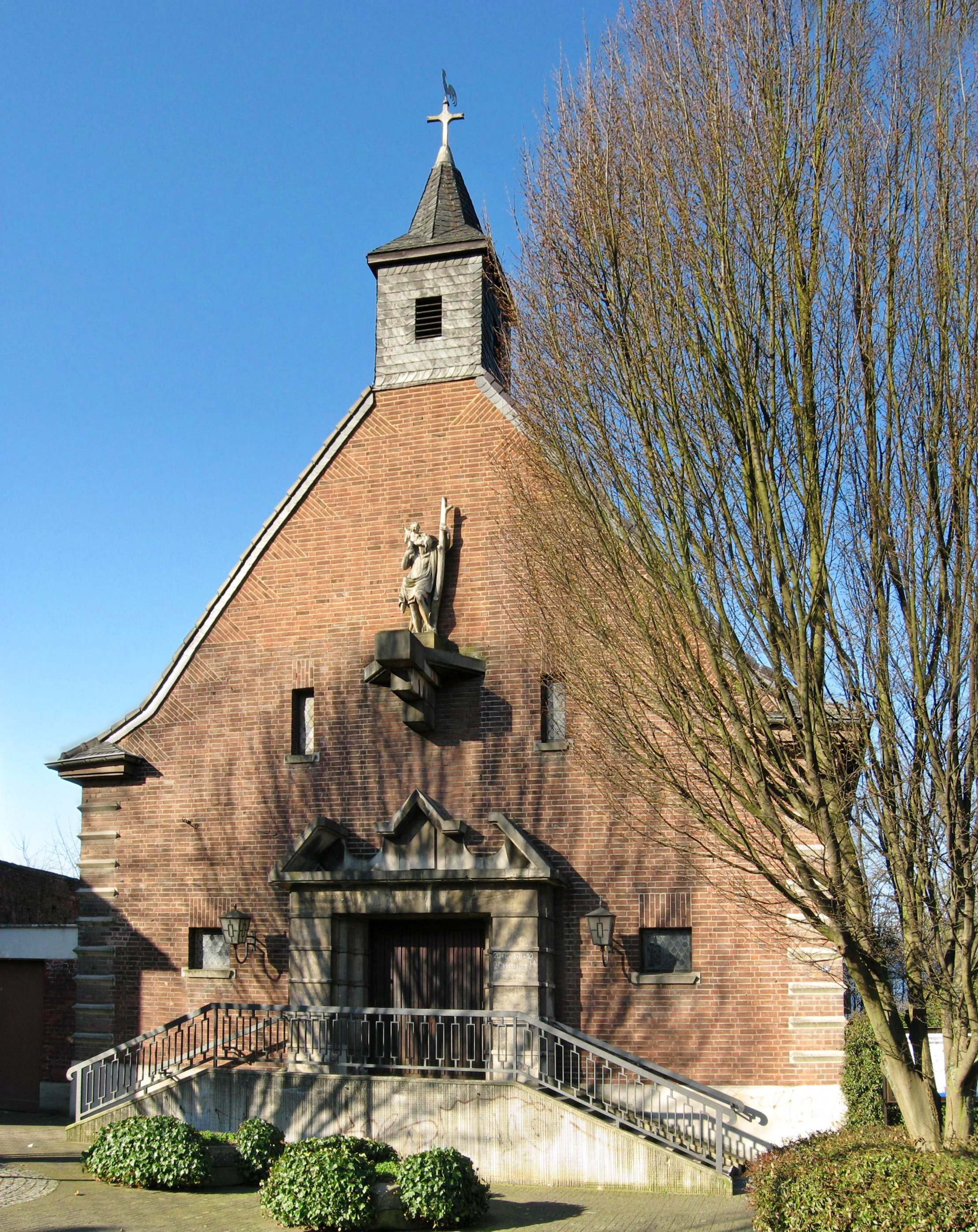
St. Fidelis in Boscheln

St. Fidelis ist eine römisch-katholische Filialkirche in Boscheln, einem Stadtteil von Übach-Palenberg im Kreis Heinsberg in Nordrhein-Westfalen. 
Die Kirche wurde zwischen 1929 und 1930 nach Plänen von Edmund Bolten erbaut und steht unter dem Patronat des hl. Fidelis von Sigmaringen.

## Geschichte
Die Bergmannssiedlung Boscheln entstand Anfang der 1920er Jahre und gehörte zur Grube Carl Alexander. Pfarrlich gehörte das zuvor unbesiedelte Gebiet seit jeher zur Pfarre Übach. 
Ab 1925 wurde regelmäßig die Messe in einem Schulsaal gefeiert. Die heutige Kirche wurde schließlich zwischen 1929 und 1930 nach Plänen des Kölner Architekten Edmund Bolten errichtet. Am 6. März 1930 erhielt Boscheln schließlich seinen ersten eigenen Seelsorger. Eigenständige Pfarrei wurde Boscheln am 1. Oktober 1952, die Kirche wurde dadurch Pfarrkirche. Diese Pfarre wurde zum 1. Januar 2010 aufgelöst und mit den übrigen Pfarreien in Übach-Palenberg zur neuen Pfarre St. Petrus fusioniert. St. Fidelis ist seitdem eine Filialkirche dieser neuen Pfarrgemeinde. Ihre heutige Form erhielt das Gotteshaus 1971 mit dem Anbau einer Sakristei und des Glockenturms, die nach Plänen von Hans Achterfeldt, Übach-Palenberg, erbaut wurden.

## Baubeschreibung
St. Fidelis ist eine einschiffige Saalkirche aus Backsteinen mit einem rechteckigen Chor im Stil der Heimatschutzarchitektur.

## Ausstattung
Die Buntglasfenster sind Werke des Indener Künstlers Paul Franz Bonnekamp. Die Orgel ist ein Werk der Aachener Orgelbauanstalt Karl Bach aus dem Jahr 1959. Das Instrument hatte ursprünglich nur 7 Register und wurde 1976 durch die in Marienberg ansässige Orgelbaufirma Wilbrand auf 20 Register erweitert.

## Glocken
Im 1971 erbauten Turm von St. Fidelis hängt ein vierstimmiges Bronze-Geläut der Münsteraner Glockengießerei Monasterium Eijsbouts (ehem. Feldmann & Marschel) aus dem Jahr 1966.
| Nr. | Name    | Durchmesser (mm) | Masse (kg, ca.) | Schlagton (HT-1/16) | Gießer                                                                | Gussjahr |
| 1   | Maria   | 1236             | 1180            | e′ +1               | Josef Feldmann und Georg Marschel, Fa. Monasterium Eijsbouts, Münster | 1966     |
| 2   | Fidelis | 1030             | 670             | g′ +3               | Josef Feldmann und Georg Marschel, Fa. Monasterium Eijsbouts, Münster | 1966     |
| 3   | Josef   | 913              | 450             | a′ +2               | Josef Feldmann und Georg Marschel, Fa. Monasterium Eijsbouts, Münster | 1966     |
| 4   | Barbara | 798              | 300             | h′ +1               | Josef Feldmann und Georg Marschel, Fa. Monasterium Eijsbouts, Münster | 1966     |